# Ерофеевы (дворянский род)
Ерофеевы — древний русский дворянский род.

## История рода
Никита и Андрей Васильевичи Ерофеевы владели поместьями в Шелонской пятине (1498). Иван, Лев и Андрей Ерофеевы опричники Ивана IV Грозного (1573). Матвей Парфеньевич вёрстан новичным окладом по Арзамасу (1628). Никита и Михаил Ерофеевы сокольничии, Никита за Грузинскую и Имеретинскую службы жалован сукном, Михаилу жалована камка (1660). Алексей Ерофеев подьячий, потом дьяк, был на воеводской службе на Волге (Ваге) (1671), в Царицыне (1684). Михаил Семёнович Ерофеев купил вотчины село Амирово и сельцо Леухино с деревнями и пустошами в Бохове стане и пустоши в Кошелеве стане Московского уезда (1654), подал челобитную боярину И. Д. Милославскому о местничестве (апрель 1659), дьяк Конюшенного приказа (1676—1678), дьяк (1692). Поручик рейтарского строя Никифор Васильевич и прапорщик Иван Васильевич участники Чигиринского похода (1678).
В последней четверти XVII века Яким Несмеянов и Яким и Илья Титовичи (Тихоновичи) владели поместьями в Арзамасском уезде. В Можайских писцовых книгах (1626/27) упомянуты Истома Петрович и Семён Григорьевич, Богдан и Никита Ерофеевы владели поместьями в Можайском уезде (1689). Никита, Иван и Яков Васильевичи владели поместьями в Боровском уезде (1697).
Три представителя рода владели населёнными имениями (1699).

## Известные представители
- Ерофеев Никита Семёнович — зубцовский городовой дворянин (1628—1630).
- Ерофеев Сергей Васильевич — убит под Орликом (1657/58).
- Ерофеевы: Михаил и Алексей — дьяки (1676).
- Ерофеевы: Иван Никитич и Сергей Михайлович — московские дворяне (1695)[1][3].